# 836
836 (DCCCXXXVI) var ett skottår som började en lördag i den julianska kalendern.

## Händelser

### Okänt datum
- Abbasidkalifen al-Mutasim grundar en ny huvudstad i Samarra, Irak.

## Födda
- Æthelberht, kung av Wessex 860–865 (född omkring detta år)